# Kifuda
Kifuda är ett sorts trästycke med inskurna tecken som förekommer i Japan. 

Ursprunget till dem är så kallade "Keshifuda", som brandmän under Edoperioden satte upp för att undvika olyckor. Kifuda som liknar Senjafuda är numera vanliga och många använder dem som nyckelringar eller straps. Träet som de är gjorda av varierar från exklusiva sorter till vanliga, men föredragsvis ska det ha en fin textur och slät yta. Vanliga träslag är japansk ädelcypress, zelkova serrata, körsbär, buxbom, pterocarpus indicus, samt ebenholts. Tecknen ristas oftast in med antingen med träsnidarverktyg eller brännmärke, och bokstävernas kalligrafistil är ofta Kanteiryū, Edomoji, eller Yosemoji. 

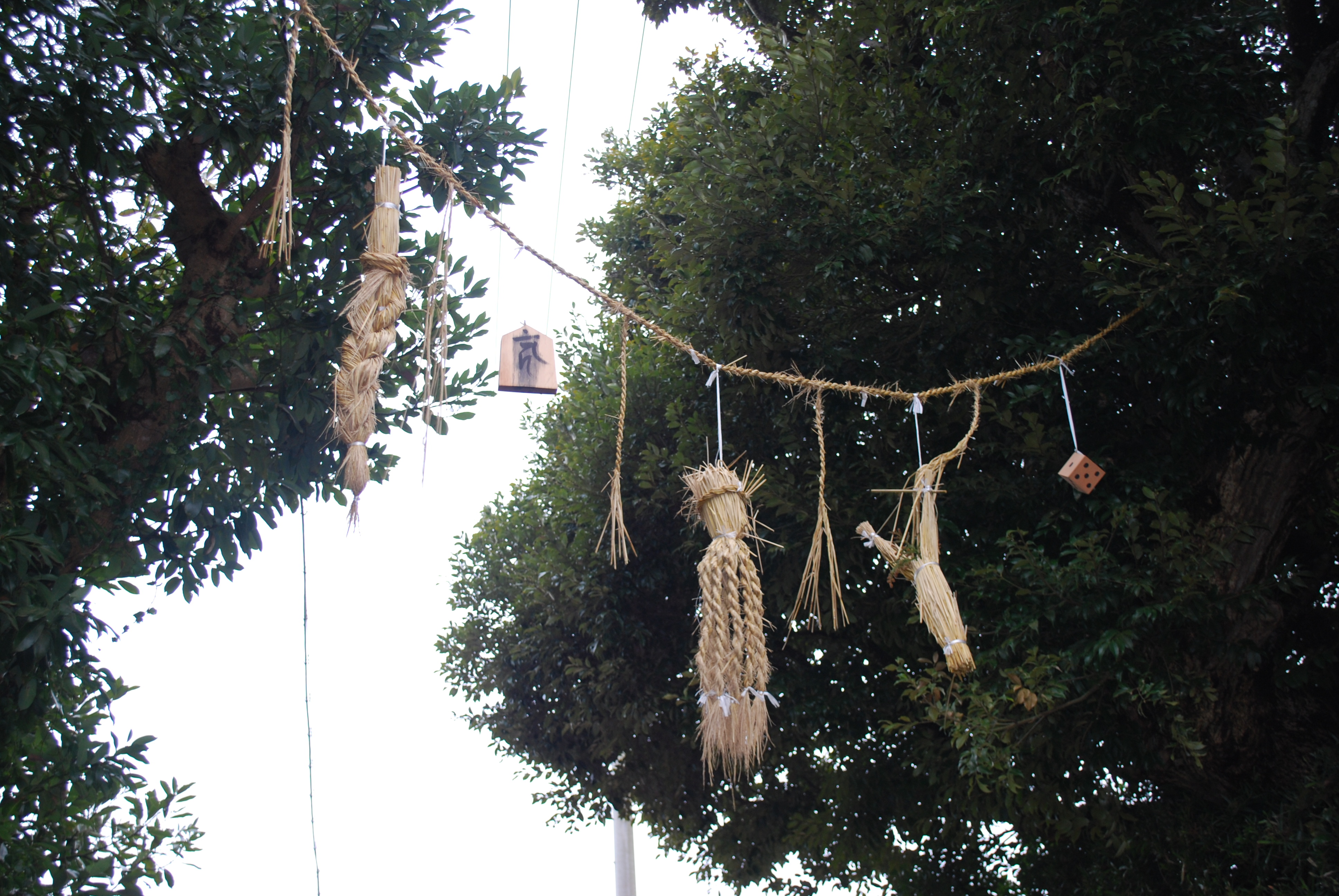
Kifuda samt andra dekorationer